# V514 Возничего
V514 Возничего (лат. V514 Aurigae) — одиночная переменная звезда в созвездии Возничего на расстоянии (вычисленном из значения параллакса) приблизительно 14652 световых лет (около 4492 парсеков) от Солнца. Видимая звёздная величина звезды — от +18,7m до +15m.

## Характеристики
V514 Возничего — красный гигант, углеродная пульсирующая переменная звезда, мирида (M:) спектрального класса C. Радиус — около 65,26 солнечных, светимость — около 455,588 солнечных. Эффективная температура — около 3301 K.